# 아미쿠스잎귀쥐
아미쿠스잎귀쥐(Phyllotis amicus)는 비단털쥐과에 속하는 설치류이다. 페루에서만 발견된다.